# Theridion serpatusum
Theridion serpatusum är en spindelart som beskrevs av Kai Yun Guan och Zhu 1993. Theridion serpatusum ingår i släktet Theridion och familjen klotspindlar. Inga underarter finns listade i Catalogue of Life.